# Kützberg

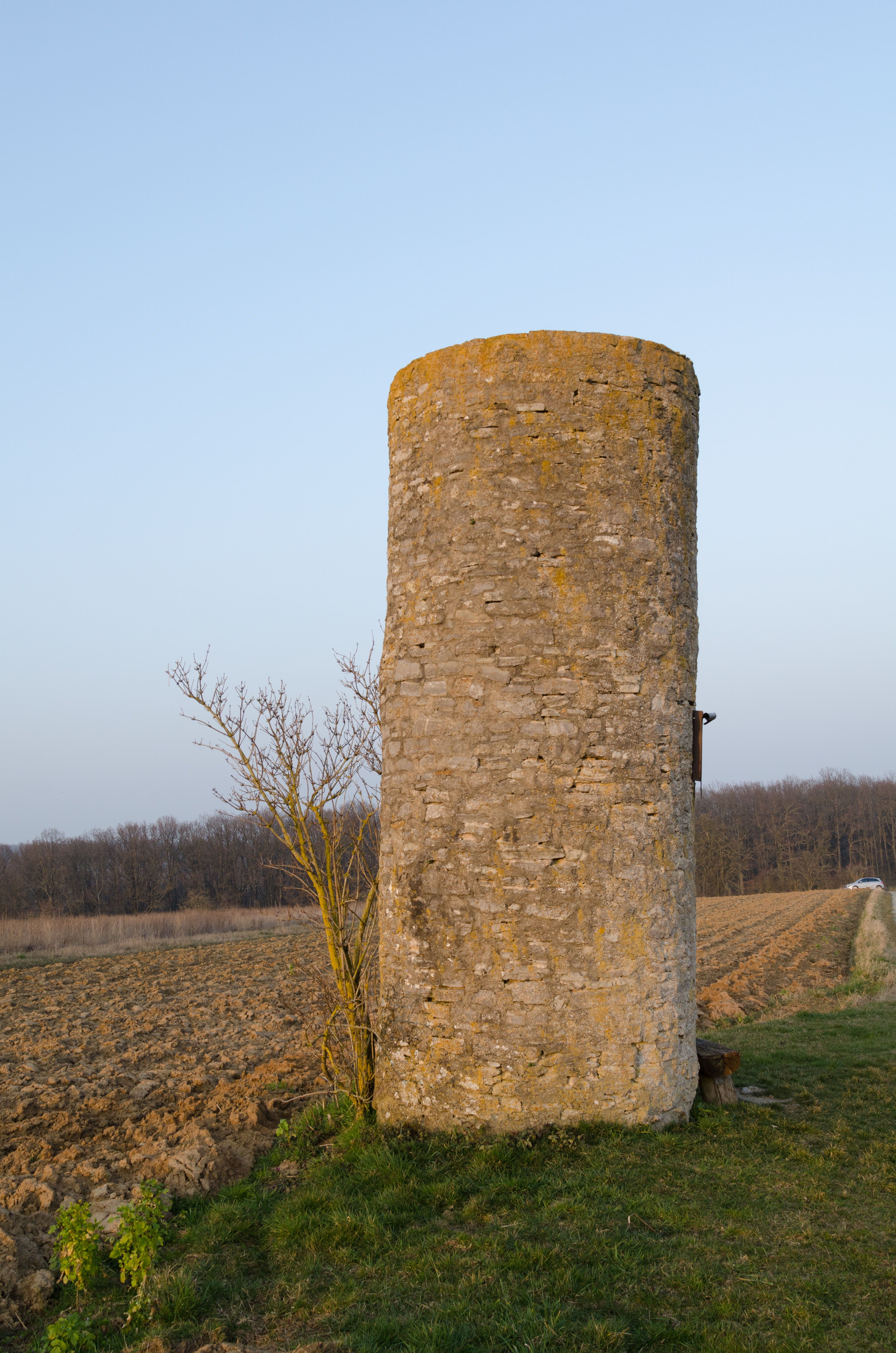
Kützberger Warte

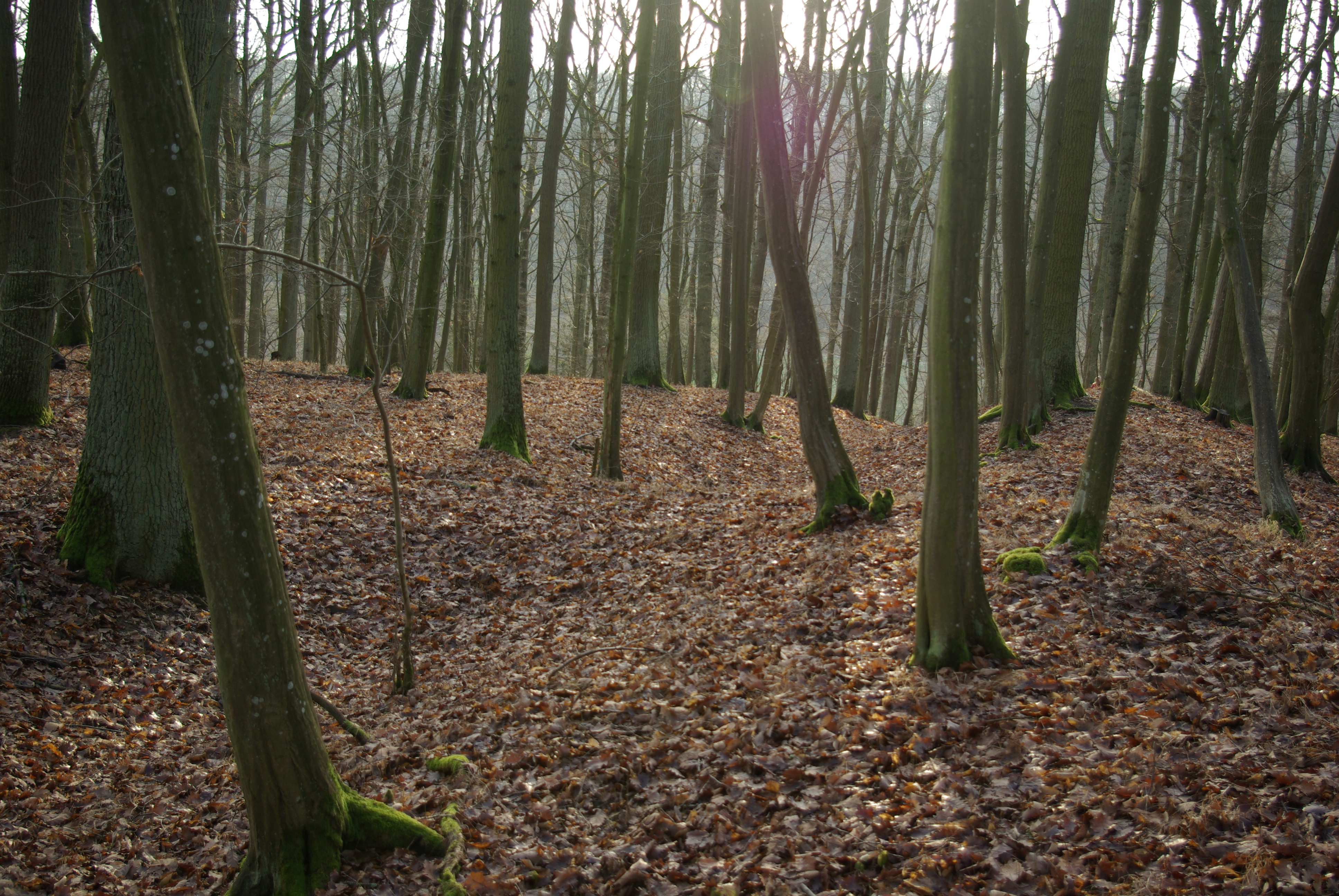
Der Wall der Kützberger Schwedenschanze

Kützberg ist ein Gemeindeteil der Gemeinde Poppenhausen im unterfränkischen Landkreis Schweinfurt in Bayern.

## Geographische Lage
Das Pfarrdorf Kützberg liegt südwestlich von Poppenhausen. Östlich von Kützberg verlaufen in Nord-Süd-Richtung die Bundesautobahn 71 mit der Anschlussstelle 29 Poppenhausen und die Bundesstraße 19. Die durch den Ort verlaufende Kreisstraße SW 10 mündet südwestwärts in Obbach, einem Gemeindeteil von Euerbach, in die Staatsstraße 2290 und führt ostwärts nach Oberwerrn, einem Gemeindeteil von Niederwerrn.

## Geschichte
Die erste bekannte urkundliche Erwähnung des Ortes erfolgte im Jahr 1237 als „villa Kouzissbuor“. Der Ortsname entstand zum einen aus dem Personennamen „Cuozo“ und zum anderen aus dem Grundwort „-bur“ (Bauer, Wohnung), das zu „-berg“ wurde.
Im Süden Kützbergs wurde 1960 ein Siedlungsgebiet der Bandkeramik entdeckt. 1973 konnte durch Lesefunde die Anwesenheit der Hinkelstein-Gruppe nachgewiesen werden. Weitere Funde im Grund bestätigen die Anwesenheit jungsteinzeitlicher Siedler vor etwa 4000 bis 5000 Jahren.
Etwa einen Kilometer westlich des Dorfes liegt die Kützberger Warte. Sie wurde 1596 erstmals erwähnt, ist wahrscheinlich aber bis zu etwa 500 Jahre älter. Ein gut erhaltener Ringwall im nordwestlich gelegenen Bauholz, die sogenannte Schwedenschanze, bezeugt Siedlungstätigkeiten auch während des Frühmittelalters.
Kützberg war im Lauf der Zeit im Besitz der Bischöfe von Bamberg, des Klosters Aura, der Benediktinerabtei Neustadt am Main, des Deutschen Ordens in Münnerstadt, der Beguinen in Sondheim, der Herren von Trimberg und von Henneberg. Kützberg gehörte zum Amt Werneck und zum Centgericht Geldersheim.
Im Mittelalter gehörte Kützberg zur Pfarrei Kronungen, wurde aber im Jahr 1464 angeblich selbständig. Für das Jahr 1669 ist wiederum die Zugehörigkeit zur Pfarrei Kronungen belegt; selbstständige Pfarrei wurde Kützberg danach wieder im 19. Jahrhundert. Ein im Jahr 1580 in Kützberg eingesetzter evangelischer Pastor wurde von Fürstbischof Julius Echter von Mespelbrunn wieder abgesetzt. Im Jahr 1418 entstand die örtliche St.-Michaels-Kirche. Diese bekam im Jahr 1600 einen neuen Turm und im Jahr 1832 ein neues Langhaus und einen neuen Chor.
Als im Sommer 1796 im Rahmen des Ersten Koalitionskrieges französische Soldaten unter General Jourdan in Kützberg einfielen, wurden die Kirche, das Schulhaus und zahlreiche Wohnhäuser geplündert. Die Einwohner von Kützberg versteckten sich wie die von Oberwerrn im Reichtaler-Holz.
Am 1. Juli 1971 wurde Kützberg im Rahmen der Gebietsreform in Bayern Gemeindeteil von Poppenhausen.

## Persönlichkeiten
- Ludwig Waigand (* 1866 in Kützberg; † 1923), Schriftsetzer und Politiker (SPD).